# Mikołaj Kański
Mikołaj Kański (9. září 1818 Dobczyce –18. února 1898 Krakov) byl rakouský právník a politik polské národnosti z Haliče, během revolučního roku 1848 poslanec Říšského sněmu.

## Biografie
Vystudoval práva na Vídeňské univerzitě a Lvovské univerzitě. V roce 1841 byl z univerzity vyloučen po své politické aktivity. Jako student byl aktivní v tajných demokratických spolcích ve Lvově a Vídni. Byl aktivní i jako literát. Orientován byl slavjanofilsky, spolupracoval s českými studentskými předáky. V roce 1845 působil jako revoluční agitátor v Haliči. Při návratu z mise do Vídně byl zatčen a odsouzen k smrti, později zmírněno na osm (podle jiného zdroje osmnáct) let žaláře na brněnském Špilberku. Roku 1848 byl propuštěn na amnestii.
Během revolučního roku 1848 se zapojil do politického dění. Ve volbách roku 1848 byl zvolen na rakouský ústavodárný Říšský sněm. Zastupoval volební obvod Gdów v Haliči. Uvádí se jako publicista, měšťan. Patřil ke sněmovní levici. Na sněmu se spojil s představiteli statkářů a legalistů a odmítl tak radikálně liberální ústavní návrhy Ludwiga von Löhnera. V roce 1848 vydal brožuru o otázce polského rolnictva. Podporoval třídní solidaritu venkova a respektování práv šlechtických velkostatkářů.
V roce 1850 získal titul doktora práv. Jako advokát působil v Tarnówě a pak od 60. let v Krakově, kde se stal roku 1869 prezidentem advokátní komory.